# 臥牛 (植物)
臥牛（がぎゅう、英俗称：cow-tongue cactus）は、南アフリカ共和国東ケープ州原産のススキノキ科（またはアロエ科、ユリ科 #分類・学名参照）ガステリア属の多肉植物である。株全体の形状を、牛が寝ているさまに見立てて臥牛と呼ばれる。

## 概要
多くの多肉植物と同様に主に葉の観賞用に栽培される。特に日本において交配が盛んである。戦前より観葉植物として栽培、交配され、様々な品種がつくられるようになった(#繁殖参照)。この時、ザラ肌、広葉、短葉、ダルマ(丸く厚い形)、条斑などの特徴を出すことが基本的な改良点となっている。これら改良種は、海外でもG.armstrongii Japan hybridなどの名称で扱われている。また、ガステリア属間での交雑が容易であるため、臥牛的形状を持ちながら、斑紋や色彩が入るなどの雑種も多い。

### 分類・学名
新エングラー体系ではユリ科、クロンキスト体系ではアロエ科に分類される。APG植物分類体系においてアロエ科はススキノキ科ツルボラン亜科にまとめられる。属名のガステリアは、胃を表すギリシャ語"gaster"を語源とする。これは、ガステリア属の花が総じて胃の形状であることに由来する。1912年、南アフリカ共和国グラハムスタウン、アルバニー博物館所長で植物学者でもあるS.ショーンランドにより、地元ポート・エリザベスの多肉植物蒐集家W.アームストロングを記念して"armstrongii"と名付けられた。また、E.ヤールスフェルトのDNA研究(1992)によってGasteria nitidaの亜種と提唱されている。

## 特徴

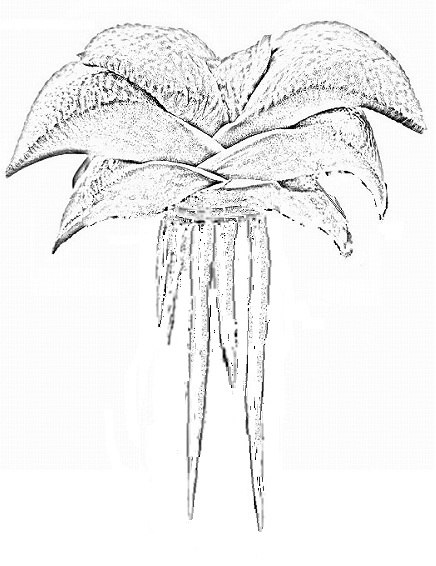

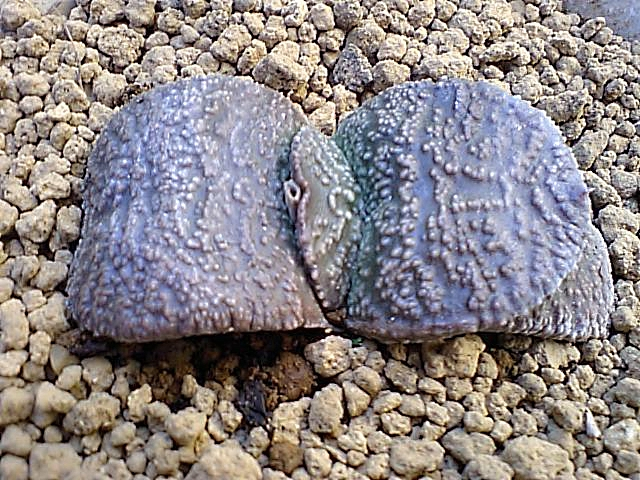
暗紫色に変色した臥牛

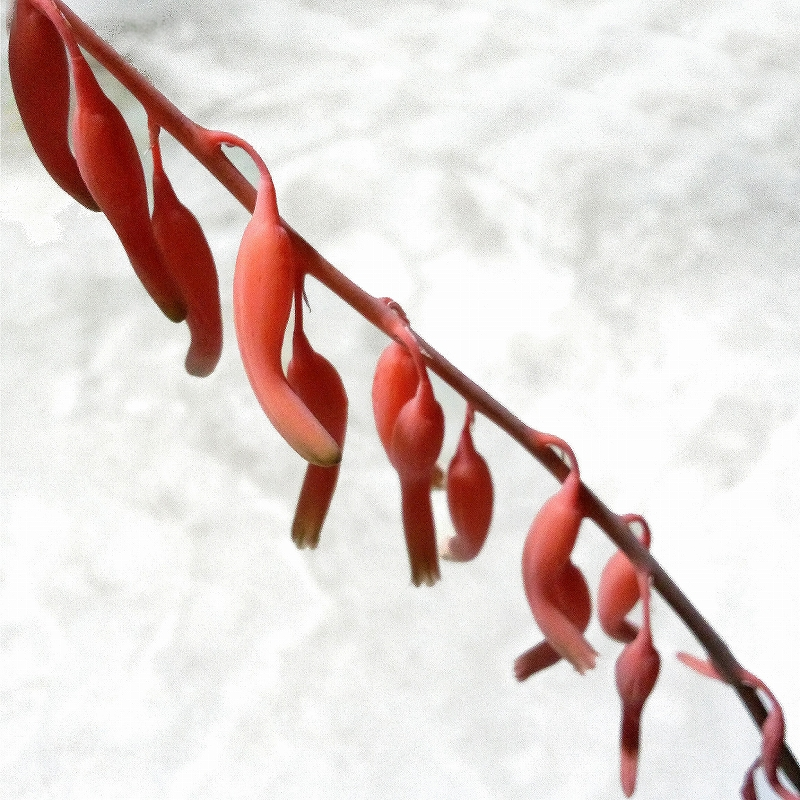
花

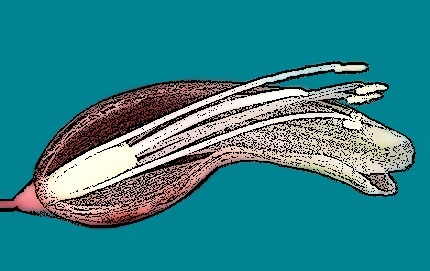
花の断面図

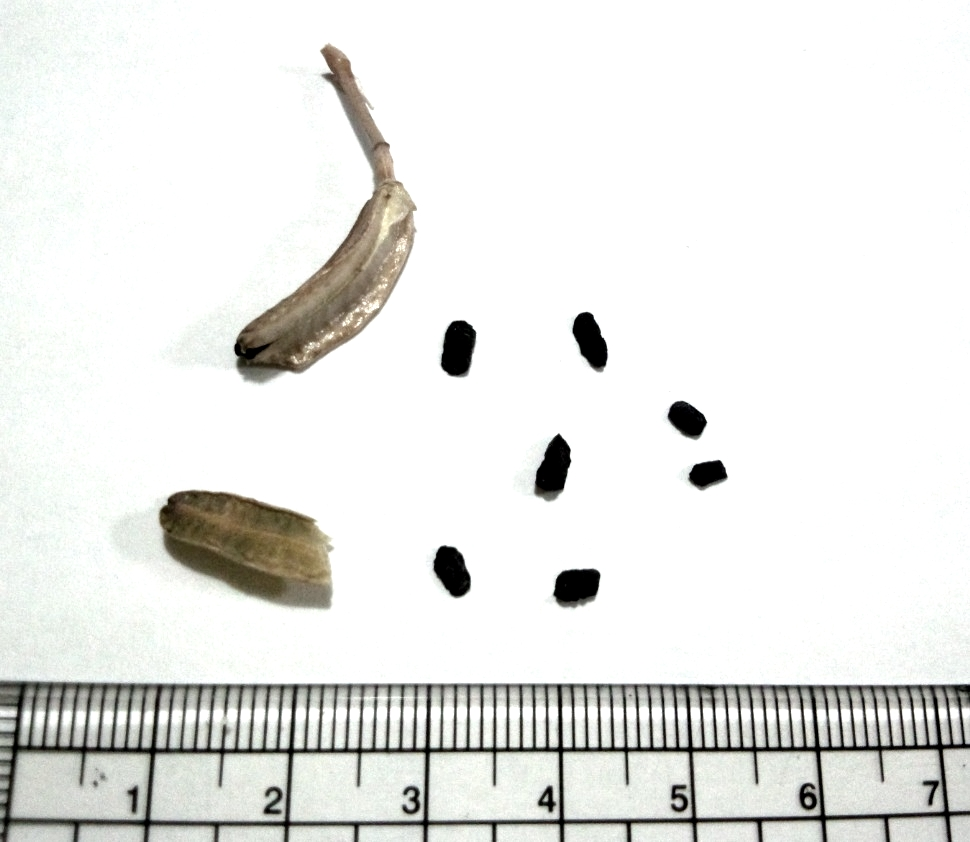
種子

肉厚の葉が対生し3対6枚ほど互生しながら発達する。ロゼット状に回転する場合もある。成長した株の一般的な葉の幅は20〜40ミリメートル。葉の差し渡しは50〜150ミリメートル。重なった高さは地上部で20〜40ミリメートルである。葉にほとんど目立った模様がなく、表面はやや光沢があり、2ミリメートル前後の粒状の凹凸があるが、個体によっては凹凸のほとんどないものもある。株周囲に仔を吹くことが多い。発芽後3〜5年で開花サイズに成長し初夏に開花する。花茎は中央から300ミリメートル以上伸び、20〜30ミリメートルの薄い朱色の細壺形の花を10〜30個程度つけ、下方から順に約1週間開花する。株中央部から下方に独立した太い主根が数本ほど長く伸びる。これは降雨期の短い自生地において、乾燥した土壌に浸み込んだ水分を得るためである。

### 自生地での生態
おもに、南アフリカ共和国東ケープ州ヒューマンスドルプ周辺から東のガムトゥース川にかけての丘陵地や農地に自生する。砂地や潅木の下に、なかば埋まった状態で他の多肉植物などとコロニーを形成する。乾季(5〜9月)は休眠し、1月を中心とした夏場の雨季に成長し開花する。花蜜食のタイヨウチョウがポリネーターとなり繁殖する。南アフリカでは絶滅危惧IA類にあげられている。

## 栽培
成長は緩慢であるが非常に強健で、耐寒性も強く乾燥にも耐えるため、栽培・管理は容易である。地上部の大きさに対して長く太い直根を伸ばすため、鉢は深めのものが好ましい。強日光下や乾燥下で暗紫色に変色し休眠状態になるため、夏場の直射日光下では遮光が必要となる。自生地での一日の気温が12℃〜22℃間(年間平均)であるため、日本での成長時期は春から初夏、秋から初冬となる。この間は表土が乾いたら潅水し、他の時期はやや控える。温度、日照、通風を管理する場合この限りではない。植替え時期は問わないが、成長時期に行うことが好ましい。

## 繁殖

### 種子繁殖
自家不和合性があり、単体あるいは同一DNAのカキ仔間では結実しないため人工授粉によって結実させる。結実は容易であり、種子の発芽率も良好である。このため、現れた特徴に合った名称を持つ様々な交配品種が存在する。採取した種子は貧栄養な用土に播種し、潅水、あるいは霧吹きなどで乾燥させないようにする。約3週間で発芽する。

### 栄養繁殖
株の周囲に仔を吹く無性生殖によって繁殖する。仔はすでに発根しているので、親株からはずしてカキ仔としてそのまま用土に植える。葉をはずして一般的な葉挿しで発根させ、仔を吹かせることで増やすこともできる。

## 参考リンク
- Cactus and Succulent Society of America (米国サボテン多肉植物協会)
- Cactus art
- hortipedia The Garden Info Portal